# Elezioni parlamentari in Finlandia del 2015
Le elezioni parlamentari in Finlandia del 2015 si tennero il 19 aprile per il rinnovo dell'Eduskunta.
Gli elettori ebbero facoltà di esprimere il proprio voto alcuni giorni prima dell'apertura dei seggi, segnatamente tra l'8 e il 14 aprile o, all'estero, tra l'8 e l'11 aprile.
Si presentarono 2 146 candidati; gli elettori furono 4 463 333.
In seguito all'esito elettorale, Juha Sipilä, espressione del Partito di Centro Finlandese, divenne Ministro capo.

## Contesto

### Quadro politico
Il Governo Stubb era formato, al termine del mandato parlamentare, da una coalizione di quattro partiti: Partito di Coalizione Nazionale (Kok.), Partito Socialdemocratico Finlandese (SDP), Partito Popolare Svedese (SFP) e Democratici Cristiani Finlandesi (KD), oltre alla parlamentare delle Åland, Elisabeth Nauclér. Inizialmente parte della coalizione governativa, Alleanza di Sinistra e Lega Verde sono passati all'opposizione nel 2014.
Il 22 giugno 2011, il parlamento elesse Jyrki Katainen come primo ministro con 118 voti a favore e 72 contrari; due parlamentari dell'Alleanza di Sinistra votarono contro Katainen, per cui dovettero abbandonare il gruppo parlamentare dell'Alleanza di Sinistra. Di conseguenza la maggioranza passò da 126 parlamentari a 124. Nacque il Governo Katainen. Nel marzo 2014 l'Alleanza di Sinistra annunciò l'abbandono del governo a causa dei tagli ai budget dei programmi di assistenza sociale, che sono stati accettati dagli altri cinque partiti al governo. Ciò ridusse la maggioranza del governo a 112 parlamentari.
Nell'aprile 2014, Jyrki Katainen annunciò che non si sarebbe ricandidato come segretario del Partito di Coalizione Nazionale. Il Kokoomus scelse quindi Alexander Stubb come nuovo segretario nel giugno 2014, diventando in seguito primo ministro. Nel settembre 2014, la Lega Verde annunciò l'abbandono del governo a causa della decisione degli altri partiti al governo di dare il permesso a Fennovoima di costruire una nuova centrale nucleare presso Pyhäjoki. Il passaggio all'opposizione dei Verdi diminuì la maggioranza a 102 parlamentari (incluso il Presidente del Parlamento, che non vota)

### Principali forze politiche
| Lista                                                                      | Collocazione           | Ideologia | Leader              | N° circoscrizioni | Programma |
| -------------------------------------------------------------------------- | ---------------------- | --- | ------------------- | ----------------- | --------- |
| Alleanza di Sinistra (Vasemmistoliitto)                                    | Sinistra               | Ecosocialismo, Socialismo democratico                                                                             | Paavo Arhinmäki     | 12                | [ 9 ]     |
| Cambiamento 2011 (Muutos 2011)                                             | Partito pigliatutto    | Democrazia diretta, Euroscetticismo, Libertà di parola, Critica all'immigrazione                                  | James Hirvisaari    | 12                | [ 10 ]    |
| Democratici Cristiani Finlandesi (Suomen Kristillisdemokraatit)            | Centro/Centro-destra   | Cristianesimo democratico, Conservatorismo sociale                                                                | Päivi Räsänen       | 12                | [ 11 ]    |
| Lega Verde (Vihreä liitto)                                                 | Centro/Centro-sinistra | Liberalismo verde, Ecologismo, Ambientalismo, Europeismo                                                          | Anni Sinnemäki      | 12                | [ 13 ]    |
| Partito Comunista Finlandese (Suomen Kommunistinen Puolue)                 |                        | | Juha-Pekka Väisänen | 12                |           |
| Partito di Centro Finlandese (Suomen Keskusta)                             | Centro                 | Ruralismo, Liberalismo                                                                                            | Mari Kiviniemi      | 12                | [ 17 ]    |
| Partito dell'Indipendenza (Itsenäisyyspuolue)                              |                        | | Antti Pesonen       | 12                |           |
| Partito di Coalizione Nazionale (Kansallinen Kokoomus)                     | Centro-destra          | Liberalismo, Liberalismo conservatore, Conservatorismo, Europeismo                                                | Jyrki Katainen      | 12                | [ 26 ]    |
| Partito Pirata (Piraattipuolue)                                            |                        | | Tapani Karvinen     | 12                |           |
| Partito Popolare Svedese di Finlandia (Suomen Ruotsalainen Kansanpuolue)   | Centro/Centro-destra   | Liberalismo, Interessi della minoranza di lingua svedese                                                          | Stefan Wallin       | 8                 | [ 27 ]    |
| Partito Socialdemocratico Finlandese (Suomen Sosialidemokraattinen Puolue) | Centro-sinistra        | Socialdemocrazia, Liberalismo sociale                                                                             | Jutta Urpilainen    | 12                | [ 28 ]    |
| Veri Finlandesi (Perussuomalaiset)                                         | Destra                 | Conservatorismo nazionale, Populismo di destra, Conservatorismo sociale, Nazionalismo, Euroscetticismo, Ruralismo | Timo Soini          | 12                | [ 29 ]    |

Nelle Isole Åland, hanno partecipato alla tornata elettorale le seguenti formazioni politiche:
- Coalizione delle Åland
(Åländsk Samling);
- Liberali delle Åland
(Ahvenanmaan liberaalit).

### Sondaggi elettorali

#### Voti

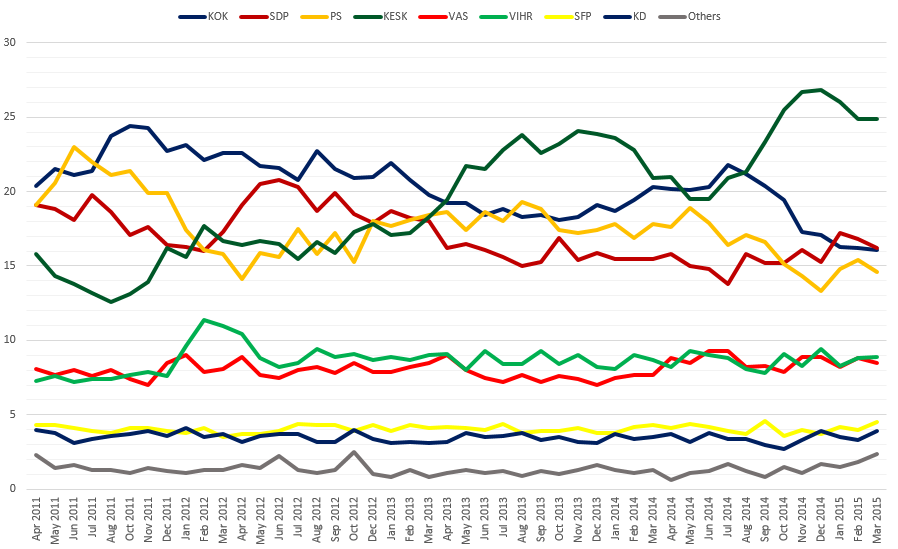
Grafico dei sondaggi di Taloustutkimus dalle elezioni del 2011

I risultati sono elencati nella tabella sottostante in ordine cronologico, mostrando prima i dati più recenti. La percentuale più elevata è mostrata in grassetto.
| Data          | Azienda          | KOK           | SDP            | PS   | KESK | VAS  | VIHR | SFP | KD  | Altri | Diff. |     |     |     |
| ------------- | ---------------- | ------------- | -------------- | ---- | ---- | ---- | ---- | --- | --- | ----- | ----- | --- | --- | --- |
| Data          | Azienda          | 23 mar-15 apr | Taloustutkimus | 16.9 | 15.1 | 16.7 | 24.0 | 8.3 | 8.8 | 4.6   | Diff. | 3.5 | 2.0 | 7.1 |
| 8 apr-12 apr  | TNS Gallup       | 17.0          | 17.0           | 16.2 | 23.0 | 8.5  | 8.1  | 4.6 | 3.7 | 1.9   | 6.0   |     |     |     |
| 27 mar-1 apr  | Tietoykkönen     | 16.2          | 17.0           | 16.6 | 23.5 | 8.4  | 8.1  | 4.3 | 4.1 | 1.8   | 6.5   |     |     |     |
| 25 feb-19 mar | Taloustutkimus   | 16.1          | 16.2           | 14.6 | 24.9 | 8.5  | 8.9  | 4.5 | 3.9 | 2.4   | 8.7   |     |     |     |
| 16 feb-12 mar | TNS Gallup       | 16.8          | 16.9           | 15.2 | 24.7 | 8.4  | 8.6  | 4.2 | 3.3 | 1.9   | 7.8   |     |     |     |
| 5-11 mar      | Tietoykkönen     | 17.3          | 16.4           | 16.8 | 23.5 | 8.3  | 8.2  | 4.1 | 3.6 | 1.7   | 6.2   |     |     |     |
| 2-24 feb      | Taloustutkimus   | 16.2          | 16.8           | 15.4 | 24.9 | 8.8  | 8.8  | 4.0 | 3.3 | 1.8   | 8.1   |     |     |     |
| 19 gen-12 feb | TNS Gallup       | 16.9          | 17.1           | 14.1 | 26.2 | 8.5  | 8.3  | 4.2 | 3.2 | 1.5   | 9.3   |     |     |     |
| 28 gen-3 feb  | Tietoykkönen     | 17.8          | 16.5           | 15.3 | 25.4 | 8.2  | 7.8  | 4.0 | 3.6 | 1.4   | 7.6   |     |     |     |
| 29 dic-27 gen | Taloustutkimus   | 16.3          | 17.2           | 14.8 | 26.0 | 8.2  | 8.3  | 4.2 | 3.5 | 1.5   | 8.8   |     |     |     |
| 15 dic-15 gen | TNS Gallup       | 17.2          | 16.5           | 14.5 | 25.9 | 8.8  | 8.4  | 4.1 | 3.3 | 1.3   | 8.7   |     |     |     |
| 2014          |                  |               |                |      |      |      |      |     |     |       |       |     |     |     |
| 3-27 dic      | Taloustutkimus   | 17.1          | 15.3           | 13.3 | 26.8 | 8.9  | 9.4  | 3.7 | 3.9 | 1.7   | 9.7   |     |     |     |
| 17 nov-12 dic | TNS Gallup       | 16.7          | 16.9           | 14.2 | 26.1 | 8.1  | 8.9  | 4.2 | 3.5 | 1.4   | 9.2   |     |     |     |
| 3 nov-2 dic   | Taloustutkimus   | 17.3          | 16.1           | 14.3 | 26.7 | 8.9  | 8.3  | 4.0 | 3.3 | 1.1   | 9.4   |     |     |     |
| 23 nov-26 nov | Tietoykkönen     | 17.7          | 15.8           | 15.7 | 26.6 | 8.4  | 8.1  | 3.1 | 2.9 | 1.7   | 8.9   |     |     |     |
| 21 nov        | TNS Gallup       | 17.4          | 16.4           | 16.2 | 24.5 | 8.0  | 8.3  | 4.3 | 3.6 | 1.3   | 7.1   |     |     |     |
| 30 set-28 ott | Taloustutkimus   | 19.4          | 15.2           | 15.1 | 25.5 | 7.9  | 9.1  | 3.6 | 2.7 | 1.5   | 6.1   |     |     |     |
| 22 set-16 ott | TNS Gallup       | 19.4          | 16.2           | 16.1 | 22.3 | 8.7  | 8.2  | 4.2 | 3.6 | 1.3   | 2.9   |     |     |     |
| 10 ott-16 ott | Tietoykkönen     | 18.5          | 15.1           | 16.5 | 23.4 | 8.0  | 8.9  | 4.2 | 3.8 | 1.6   | 4.9   |     |     |     |
| 2 set-25 set  | Taloustutkimus   | 20.4          | 15.2           | 16.6 | 23.3 | 8.3  | 7.8  | 4.6 | 3.0 | 0.8   | 2.9   |     |     |     |
| 21 ago-26 ago | Tietoykkönen     | 20.8          | 14.7           | 16.0 | 21.3 | 9.9  | 8.4  | 4.1 | 3.1 | 1.7   | 0.5   |     |     |     |
| 5 ago-28 ago  | Taloustutkimus   | 21.2          | 15.8           | 17.1 | 21.3 | 8.2  | 8.1  | 3.7 | 3.4 | 1.2   | 0.1   |     |     |     |
| 15 lug-12 ago | TNS Gallup       | 22.1          | 14.9           | 15.9 | 19.9 | 9.3  | 8.7  | 4.5 | 3.4 | 1.3   | 2.2   |     |     |     |
| 1 lug-30 lug  | Taloustutkimus   | 21.8          | 13.8           | 16.4 | 20.9 | 9.3  | 8.8  | 3.9 | 3.4 | 1.7   | 0.9   |     |     |     |
| 2 giu-25 giu  | Taloustutkimus   | 20.3          | 14.8           | 17.9 | 19.5 | 9.3  | 9.0  | 4.2 | 3.8 | 1.2   | 0.8   |     |     |     |
| 26 mag-11 giu | TNS Gallup       | 20.5          | 14.9           | 17.2 | 20.3 | 9.0  | 8.5  | 4.4 | 3.9 | 1.3   | 0.2   |     |     |     |
| 5-27 mag      | Taloustutkimus   | 20.1          | 15.0           | 18.9 | 19.5 | 8.5  | 9.3  | 4.4 | 3.2 | 1.1   | 0.6   |     |     |     |
| 2-29 apr      | Taloustutkimus   | 20.2          | 15.8           | 17.6 | 21.0 | 8.8  | 8.2  | 4.1 | 3.7 | 0.6   | 0.8   |     |     |     |
| 5 mar-1 apr   | Taloustutkimus   | 20.3          | 15.5           | 17.8 | 20.9 | 7.7  | 8.7  | 4.3 | 3.5 | 1.3   | 0.6   |     |     |     |
| 25 feb-22 mar | TNS Gallup       | 19.5          | 16.3           | 17.2 | 21.5 | 7.5  | 8.9  | 4.3 | 3.5 | 1.3   | 2.0   |     |     |     |
| 3 feb-4 mar   | Taloustutkimus   | 19.4          | 15.5           | 16.9 | 22.8 | 7.7  | 9.0  | 4.2 | 3.4 | 1.1   | 3.4   |     |     |     |
| 13 gen-8 feb  | TNS Gallup       | 19.2          | 16.2           | 17.0 | 22.4 | 7.6  | 8.5  | 4.2 | 3.5 | 1.4   | 3.2   |     |     |     |
| 1-28 gen      | Taloustutkimus   | 18.7          | 15.5           | 17.8 | 23.6 | 7.5  | 8.1  | 3.8 | 3.7 | 1.3   | 4.9   |     |     |     |
| 2013          |                  |               |                |      |      |      |      |     |     |       |       |     |     |     |
| 27 nov-23 dic | Taloustutkimus   | 19.1          | 15.9           | 17.4 | 23.9 | 7.0  | 8.2  | 3.8 | 3.1 | 1.6   | 4.8   |     |     |     |
| 19 dic        | TNS Gallup       | 18.0          | 16.7           | 17.5 | 23.0 | 7.9  | 7.9  | 4.4 | 3.3 | 1.3   | 5.0   |     |     |     |
| 30 ott-26 nov | Taloustutkimus   | 18.3          | 15.4           | 17.2 | 24.1 | 7.4  | 9.0  | 4.1 | 3.2 | 1.3   | 5.8   |     |     |     |
| 7-29 ott      | Taloustutkimus   | 18.1          | 16.9           | 17.4 | 23.2 | 7.6  | 8.4  | 3.9 | 3.5 | 1.0   | 5.1   |     |     |     |
| 23 ott        | TNS Gallup       | 18.2          | 16.2           | 18.9 | 21.8 | 7.7  | 8.3  | 4.4 | 3.4 | 1.1   | 2.9   |     |     |     |
| 9 set-2 ott   | Taloustutkimus   | 18.4          | 15.3           | 18.8 | 22.6 | 7.2  | 9.3  | 3.9 | 3.3 | 1.2   | 3.8   |     |     |     |
| 6 ago-4 set   | Taloustutkimus   | 18.3          | 15.0           | 19.3 | 23.8 | 7.7  | 8.4  | 3.8 | 2.8 | 0.9   | 4.5   |     |     |     |
| 15 ago        | TNS Gallup       | 18.7          | 16.3           | 18.7 | 21.9 | 7.3  | 8.2  | 4.2 | 3.5 | 1.2   | 3.2   |     |     |     |
| 2-31 lug      | Taloustutkimus   | 18.8          | 15.6           | 18.0 | 22.8 | 7.2  | 8.4  | 4.4 | 3.6 | 1.2   | 4.0   |     |     |     |
| 29 mag-26 giu | Taloustutkimus   | 18.4          | 16.1           | 18.6 | 21.5 | 7.5  | 9.3  | 4.0 | 3.5 | 1.1   | 2.9   |     |     |     |
| 29 apr-28 mag | Taloustutkimus   | 19.2          | 16.5           | 17.4 | 21.7 | 8.0  | 8.0  | 4.1 | 3.8 | 1.3   | 2.5   |     |     |     |
| 4-25 apr      | Taloustutkimus   | 19.2          | 16.2           | 18.6 | 19.4 | 9.0  | 9.1  | 4.2 | 3.2 | 1.1   | 0.2   |     |     |     |
| 11-27 mar     | Taloustutkimus   | 19.8          | 18.0           | 18.4 | 18.3 | 8.5  | 9.0  | 4.1 | 3.1 | 0.8   | 1.4   |     |     |     |
| 11 feb-7 mar  | Taloustutkimus   | 20.8          | 18.2           | 18.1 | 17.2 | 8.2  | 8.7  | 4.3 | 3.2 | 1.3   | 2.6   |     |     |     |
| 7-29 gen      | Taloustutkimus   | 21.9          | 18.7           | 17.7 | 17.1 | 7.9  | 8.9  | 3.9 | 3.1 | 0.8   | 3.2   |     |     |     |
| 2012          |                  |               |                |      |      |      |      |     |     |       |       |     |     |     |
| 3-27 dic      | Taloustutkimus   | 21.0          | 17.9           | 18.0 | 17.8 | 7.9  | 8.7  | 4.3 | 3.4 | 1.0   | 3.0   |     |     |     |
| 1-24 ott      | Taloustutkimus   | 20.9          | 18.5           | 15.3 | 17.3 | 8.5  | 9.1  | 3.9 | 4.0 | 2.5   | 2.4   |     |     |     |
| 3-19 set      | Taloustutkimus   | 21.5          | 19.9           | 17.2 | 15.9 | 7.8  | 8.9  | 4.3 | 3.2 | 1.3   | 1.6   |     |     |     |
| 7-29 ago      | Taloustutkimus   | 22.7          | 18.7           | 15.8 | 16.6 | 8.2  | 9.4  | 4.3 | 3.2 | 1.1   | 4.0   |     |     |     |
| 3 lug-1 ago   | Taloustutkimus   | 20.8          | 20.3           | 17.5 | 15.5 | 8.0  | 8.5  | 4.4 | 3.7 | 1.3   | 0.5   |     |     |     |
| 4-27 giu      | Taloustutkimus   | 21.6          | 20.8           | 15.6 | 16.5 | 7.5  | 8.2  | 3.9 | 3.7 | 2.2   | 0.8   |     |     |     |
| 7-31 mag      | Taloustutkimus   | 21.7          | 20.5           | 15.9 | 16.7 | 7.7  | 8.8  | 3.7 | 3.6 | 1.4   | 1.2   |     |     |     |
| 3-26 apr      | Taloustutkimus   | 22.6          | 19.1           | 14.1 | 16.4 | 8.9  | 10.4 | 3.7 | 3.2 | 1.6   | 3.5   |     |     |     |
| 5-29 mar      | Taloustutkimus   | 22.6          | 17.3           | 15.8 | 16.7 | 8.1  | 11.0 | 3.5 | 3.7 | 1.3   | 5.3   |     |     |     |
| 30 gen-23 feb | Taloustutkimus   | 22.1          | 16.0           | 16.1 | 17.7 | 7.9  | 11.4 | 4.1 | 3.5 | 1.3   | 4.4   |     |     |     |
| 2-26 gen      | Taloustutkimus   | 23.1          | 16.3           | 17.4 | 15.6 | 9.0  | 9.6  | 3.8 | 4.1 | 1.1   | 5.8   |     |     |     |
| 2011          |                  |               |                |      |      |      |      |     |     |       |       |     |     |     |
| 7-28 dic      | Taloustutkimus   | 22.7          | 16.4           | 19.9 | 16.2 | 8.5  | 7.6  | 3.9 | 3.6 | 1.2   | 2.8   |     |     |     |
| 9-17 nov      | Taloustutkimus   | 24.3          | 17.6           | 19.9 | 13.9 | 7.0  | 7.9  | 4.1 | 3.9 | 1.4   | 4.4   |     |     |     |
| 10 ott-3 nov  | Taloustutkimus   | 24.4          | 17.1           | 21.4 | 13.1 | 7.4  | 7.7  | 4.1 | 3.7 | 1.1   | 3.0   |     |     |     |
| 15 ago-13 set | Taloustutkimus   | 23.7          | 18.6           | 21.1 | 12.6 | 8.0  | 7.4  | 3.8 | 3.6 | 1.3   | 2.6   |     |     |     |
| 5 lug-10 ago  | Taloustutkimus   | 21.4          | 19.8           | 22.0 | 13.2 | 7.6  | 7.4  | 3.9 | 3.4 | 1.3   | 0.6   |     |     |     |
| 6-29 giu      | Taloustutkimus   | 21.1          | 18.1           | 23.0 | 13.8 | 8.0  | 7.2  | 4.1 | 3.1 | 1.6   | 1.9   |     |     |     |
| 9-31 mag      | Taloustutkimus   | 21.5          | 18.8           | 20.6 | 14.3 | 7.7  | 7.6  | 4.3 | 3.8 | 1.4   | 0.9   |     |     |     |
| 17 apr 2011   | Election Results | 20.4          | 19.1           | 19.1 | 15.8 | 8.1  | 7.3  | 4.3 | 4.0 | 2.3   | 1.3   |     |     |     |

#### Seggi

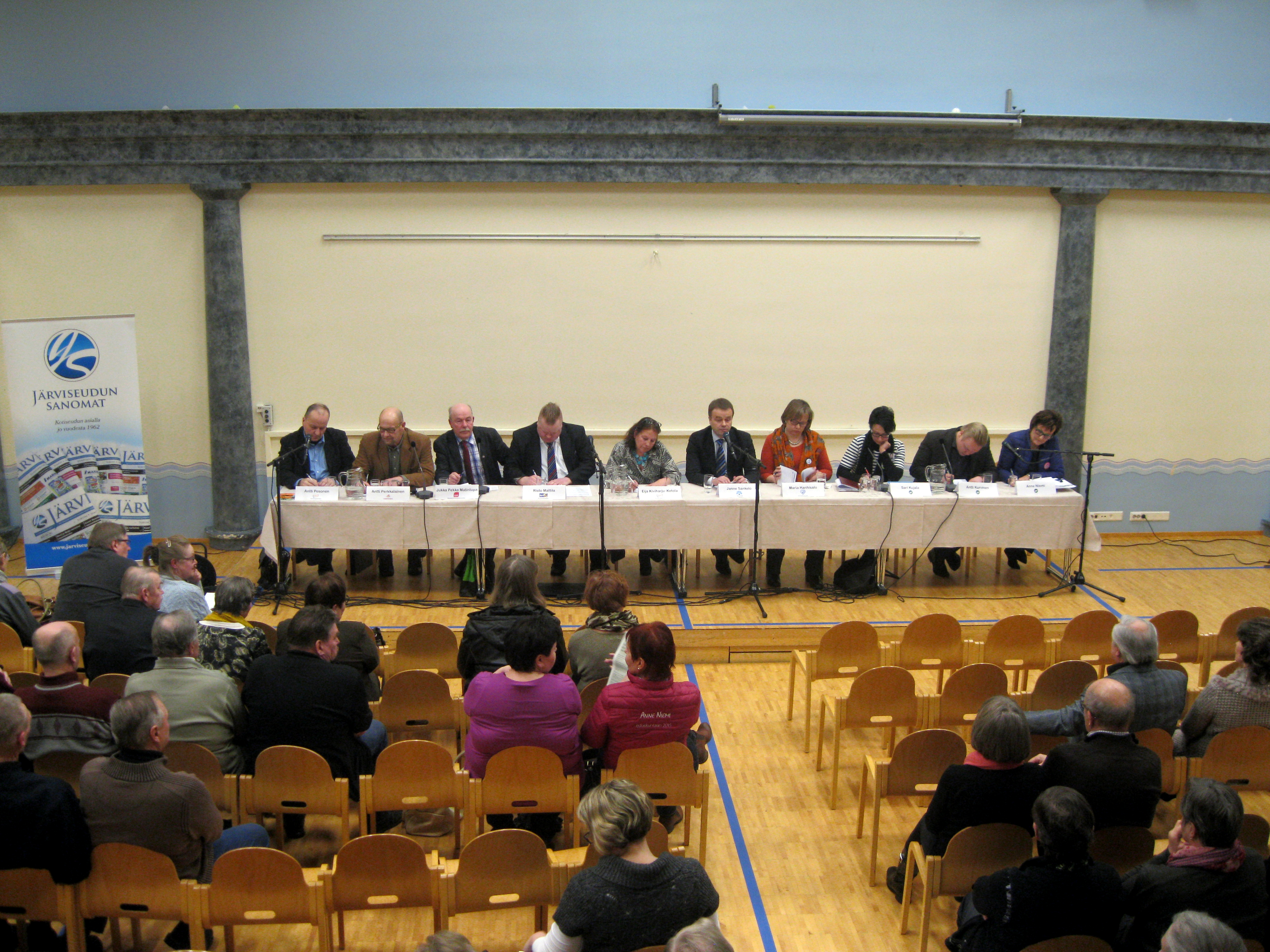
Dibattito elettorale a Lappajärvi nel febbraio 2015

I seggi derivanti dai risultati sono elencati nella tabella sottostante in ordine cronologico, mostrando prima i dati più recenti. Il dato maggiore è evidenziato con il colore del proprio gruppo politico.
| Data                   | Azienda        | KOK         | SDP             | PS | KESK | VAS | VIHR | SFP | KD | Altri |   |   |
| ---------------------- | -------------- | ----------- | --------------- | -- | ---- | --- | ---- | --- | -- | ----- | - | - |
| Data                   | Azienda        | 19 apr 2015 | ScenariPolitici | 36 | 34   | 35  | 51   | 15  | 15 | 8     | 5 | 1 |
| 21 mar 2015            | Accuscore      | 34          | 35              | 36 | 53   | 16  | 14   | 9   | 2  | 1     |   |   |
| 3 nov 2014-19 mar 2015 | Taloustutkimus | 33          | 35              | 31 | 56   | 17  | 15   | 8   | 4  | 1     |   |   |
| 14 mar 2015            | Accuscore      | 34          | 34              | 36 | 55   | 16  | 14   | 8   | 2  | 1     |   |   |
| 26 feb 2015            | Accuscore      | 34          | 34              | 36 | 56   | 16  | 14   | 8   | 1  | 1     |   |   |
| 21 feb 2015            | Accuscore      | 35          | 34              | 35 | 57   | 15  | 14   | 8   | 1  | 1     |   |   |
| 23 gen 2015            | Accuscore      | 35          | 33              | 36 | 56   | 15  | 15   | 8   | 1  | 1     |   |   |
| 2 giu-2 dic 2014       | Taloustutkimus | 42          | 31              | 37 | 50   | 17  | 12   | 8   | 2  | 1     |   |   |

## Risultati
| Liste                                 | Voti      | %     | Seggi |
| ------------------------------------- | --------- | ----- | ----- |
| Partito di Centro Finlandese          | 626 218   | 21,10 | 49    |
| Veri Finlandesi                       | 524 054   | 17,65 | 38    |
| Partito di Coalizione Nazionale       | 540 212   | 18,20 | 37    |
| Partito Socialdemocratico Finlandese  | 490 102   | 16,51 | 34    |
| Lega Verde                            | 253 102   | 8,53  | 15    |
| Alleanza di Sinistra                  | 211 702   | 7,13  | 12    |
| Partito Popolare Svedese di Finlandia | 144 802   | 4,88  | 9     |
| Democratici Cristiani Finlandesi      | 105 134   | 3,54  | 5     |
| Partito Pirata                        | 25 086    | 0,85  | –     |
| Partito dell'Indipendenza             | 13 638    | 0,46  | –     |
| Coalizione Alandese                   | 10 910    | 0,37  | 1     |
| Partito Comunista Finlandese          | 7 529     | 0,25  | –     |
| Cambiamento 2011                      | 7 442     | 0,25  | –     |
| Altri                                 | 8 528     | 0,29  | –     |
| Totale                                | 2 968 459 | 100   | 200   |

| Riepilogo dei seggi (+/- elezioni 2011) | Riepilogo dei seggi (+/- elezioni 2011) | Riepilogo dei seggi (+/- elezioni 2011) | Riepilogo dei seggi (+/- elezioni 2011) | Riepilogo dei seggi (+/- elezioni 2011) | Riepilogo dei seggi (+/- elezioni 2011) | Riepilogo dei seggi (+/- elezioni 2011) |
| --------------------------------------- | --------------------------------------- | --------------------------------------- | --------------------------------------- | --------------------------------------- | --------------------------------------- | --------------------------------------- |
|                                         |                                         |                                         |                                         |                                         |                                         |                                         |
| Vasemmisto                              | 12                                      | ▼ 3                                     |                                         | Vihreät                                 | 15                                      | ▼ 5                                     |
| SDP                                     | 34                                      | ▼ 3                                     |                                         | ÅS                                      | 1                                       | ━                                       |
| Keskusta                                | 49                                      | ▼ 16                                    |                                         | SFP/RKP                                 | 9                                       | ━                                       |
| KD                                      | 5                                       | ▼ 1                                     |                                         | Kokoomus                                | 37                                      | ▼ 6                                     |
| PS                                      | 38                                      | ▲ 34                                    |                                         |                                         |                                         |                                         |

## Esito

### Affluenza e schede bianche e nulle
L'affluenza al voto registrata dal Ministero della giustizia è stata pari al 70,1% degli elettori aventi diritto al voto al netto dei votanti residenti all'esterno, circa il 0,4% in meno rispetto alle elezioni precedenti che fu pari al 70,5%;.
Le schede bianche e nulle sono state 15 397 (0,6% del totale), 897 in meno rispetto alle elezioni precedenti, quando furono in totale 16 294.

### Conseguenze post voto
Il 28 aprile 2015, dopo le dimissioni del Primo ministro uscente, Alexander Stubb, Juha Sipilä, candidato premier, per facilitare il lavoro della formazione del nuovo governo, ha assegnato ai gruppi parlamentari 15 domande a cui rispondere entro il 30 aprile. Durante tali consultazioni ci sono stati problemi con i Veri Finlandesi.
Il 7 maggio 2015 è stato annunciato dal designato primo ministro che il nuovo governo sarà formato dalle tre principali forze politiche, ovvero Partito di Centro, Partito di Coalizione Nazionale e Veri Finlandesi, con un totale di 124 seggi su 200, lasciando così il Partito Socialdemocratico, la Lega Verde, l'Alleanza di Sinistra, i Democratici Cristiani e il Partito Popolare Svedese (per la prima volta dopo 36 anni) all'opposizione, con un totale di 76 seggi su 200.